# Gustavo Bombin Espino
Gustavo Bombin Espino OSsT (ur. 24 września 1960 w San Llorente) – hiszpański duchowny rzymskokatolicki posługujący na Madagaskarze, w latach 2017–2023  biskup Maintirano, arcybiskup metropolita Toliary od 2023. 

## Życiorys
Święcenia kapłańskie otrzymał 21 marca 1987 w zakonie trynitarzy. Niedługo później wyjechał do Madagaskaru i rozpoczął pracę w diecezji Tsiroanomandidy. Pełnił w niej funkcje m.in. wikariusza generalnego oraz przełożonego zakonnego dystryktu Maintirano.
8 listopada 2003 został mianowany biskupem Tsiroanomandidy. Sakry biskupiej udzielił mu na miejscowym stadionie kardynał Armand Gaétan Razafindratandra.
8 lutego 2017 papież Franciszek mianował go biskupem nowo powstałej diecezji Maintirano. Ingres odbył się trzy miesiące później. 22 lipca 2023 został mianowany przez papieża Franciszka arcybiskupem metropolitą Toliara.  